# Houston Texans 2020
La stagione 2020 degli Houston Texans è stata la 19ª della franchigia nella National Football League, la settima con Bill O'Brien come capo-allenatore. Il 5 ottobre, dopo avere iniziato con un record di 0-4, il capo-allenatore e general manager Bill O'Brien fu licenziato. Romeo Crennel assunse il ruolo di allenatore ad interim e infranse il record di allenatore più anziano della storia a 73 anni 112 giorni. La stagione proseguì tra le voci di scambio di Deshaun Watson e J.J. Watt e problemi nello spogliatoio, terminando con un record di 4-12.

## Scelte nel Draft 2020
| Scelte dei Texans nel Draft 2020 |        |                   |       |                |
| Giro                             | Scelta | Giocatore         | Ruolo | College        |
| 2                                | 40     | Ross Blacklock    | DT    | TCU            |
| 3                                | 90     | Jonathan Greenard | OLB   | Florida        |
| 4                                | 126    | Charlie Heck      | OT    | North Carolina |
| 4                                | 141    | John Reid         | CB    | Penn State     |
| 5                                | 171    | Isaiah Coulter    | WR    | Rhode Island   |

## Staff
| Staff degli Houston Texans nel 2020 |
| --- |
| Organi dirigenziali - Proprietario – Janice McNair - Amministratore delegato – Cal McNair - Presidente – Jamey Rootes - Vice presidente esecutivo – Jack Easterby - Direttore delle operazioni del football – Clay Hampton - Direttore degli osservatori del college – James Lipfert - Direttore del personale professionistico – Rob Kisiel - Assistente del dir. del personale professionistico – C.J. Leak - Consigliere speciale del capo-allenatore e general manager – Andre Johnson Capo allenatore - Capo–allenatore – Romeo Crennel (interim) Altri allenatori - Preparatore atletico – Mike Eubanks - Assistente p.a. – Brian Cushing - Assistente p.a. – Joe Distor - Assistente p.a./scienza sportiva – Jason George Allenatori dell'attacco - Coordinatore offensivo/quarterback – Tim Kelly - Assistente quarterback – T.J. Yates - Running back – Danny Barrett - Wide receiver – John Perry - Tight end – Will Lawing - Offensive line – Mike Devlin - Assistente attacco – John Aylward - Assistente attacco – Denarius McGhee - Consulente attacco – Carl Smith Allenatori della difesa - Coordinatore difensivo/defensive Line – Anthony Weaver - Outside linebacker – Chris Rumph - Inside linebacker – Bobby King - Secondary – D'Anton Lynn - Assistente difesa – Deon Broomfield - Assistente difesa – Akeem Dent - Coordinatore ricerca/assistente difesa – Matt O'Donnell Allenatori dello special team - Coordinatore dello Special team – Tracy Smith |

## Roster
| Roster degli Houston Texans nel 2020 |
| --- |
| Quarterback - 2 A.J. McCarron - 4 Deshaun Watson Running Back - 44 Cullen Gillaspia FB - 38 Buddy Howell - 31 David Johnson - 25 Duke Johnson Wide Receiver - 14 DeAndre Carter - 18 Randall Cobb - 13 Brandin Cooks - 16 Keke Coutee - 15 Will Fuller - 12 Kenny Stills Tight End - 88 Jordan Akins - 87 Darren Fells - 81 Kahale Warring Offensive Linemen - 73 Zach Fulton G - 67 Charlie Heck T - 71 Tytus Howard T - 63 Roderick Johnson T - 64 Senio Kelemete G - 66 Nick Martin C - 76 Brent Qvale T - 74 Max Scharping G - 78 Laremy Tunsil T Defensive Linemen - 90 Ross Blacklock DE - 92 Brandon Dunn NT - 96 P.J. Hall DE - 94 Charles Omenihu DE - 91 Carlos Watkins DE - 99 J.J. Watt DE Linebacker - 50 Tyrell Adams ILB - 51 Dylan Cole ILB - 41 Zach Cunningham ILB - 52 Jonathan Greenard OLB - 58 Peter Kalambayi OLB - 54 Jacob Martin OLB - 55 Benardrick McKinney ILB - 59 Whitney Mercilus OLB - 57 Brennan Scarlett OLB Defensive Back - 30 Cornell Armstrong CB - 35 Keion Crossen CB - 29 Phillip Gaines CB - 26 Vernon Hargreaves CB - 32 Lonnie Johnson Jr. CB - 33 A.J. Moore FS - 23 Eric Murray SS - 34 John Reid CB - 20 Justin Reid FS - 21 Bradley Roby CB - 28 Michael Thomas SS Special Team - 9 Bryan Anger P - 7 Kaʻimi Fairbairn K - 46 Jon Weeks LS Lista delle riserve - 22 Gareon Conley CB (IR) - 82 Isaiah Coulter WR (IR) - 53 Duke Ejiofor OLB (IR) - 95 Eddie Vanderdoes NT (Opt-out) Squadra di allenamento - 98 Auzoyah Alufohai NT - 49 Davin Bellamy OLB - 43 Anthony Chesley CB - 48 Nate Hall ILB - 17 Chad Hansen WR - 77 Jerald Hawkins T - 70 Cordel Iwuagwu G - 65 Greg Mancz C - 11 Steven Mitchell WR - 75 Elijah Nkansah T - 36 Jonathan Owens S - 40 Scottie Phillips RB - -- C.J. Prosise RB - 86 Tyler Simmons WR 53 attivi, 4 inattivi, 14 nella squadra di allenamento |
| Legenda - I rookie sono in corsivo. - Il primo ruolo è il principale mentre gli eventuali successivi indicano i ruoli secondari. - (IR) sta per Injured Reserve ed indica la lista ristretta per un solo giocatore infortunato che può tornare ad allenarsi dopo la settimana 6 e a rientrare in prima squadra dopo che questa ha giocato 8 partite. - (NF-Inj.) / (NF-Ill.) stanno rispettivamente per Non-Football Injured e Non-Football Illness ed indicano le liste dove viene inserito un giocatore che ha un infortunio o una malattia non dipendente dal football americano. - (PUP) sta per Physically Unable to Perform ed indica la lista dove viene inserito un giocatore mentre è in attesa di recuperare la condizione fisica. Nella stagione regolare dopo la sesta partita giocata dalla propria squadra, il giocatore ha tempo tre settimane per riprendere ad allenarsi, più tre settimane aggiuntive dal suo rientro agli allenamenti per rientrare in prima squadra. |

## Calendario

### Pre-stagione
Il calendario della fase prestagionale è stato annunciato il 7 maggio 2020. Tuttavia, il 27 luglio 2020, il commissioner della NFL Roger Goodell ha annunciato la cancellazione totale della prestagione, a causa della pandemia di Covid-19.

### Stagione regolare
| Stagione regolare |                    |                         |                    |                    |                     |                    |
| Turno             | Data               | Avversari               | Risultato          | Record             | Stadio              | Sintesi            |
| 1                 | 10 settembre       | at Kansas City Chiefs   | S 20–34            | 0–1                | Arrowhead Stadium   | Recap              |
| 2                 | 20 settembre       | Baltimore Ravens        | S 16–33            | 0–2                | NRG Stadium         | Recap              |
| 3                 | 27 settembre       | at Pittsburgh Steelers  | S 21–28            | 0–3                | Heinz Field         | Recap              |
| 4                 | 4 ottobre          | Minnesota Vikings       | S 23–31            | 0–4                | NRG Stadium         | Recap              |
| 5                 | 11 ottobre         | Jacksonville Jaguars    | V 30–14            | 1–4                | NRG Stadium         | Recap              |
| 6                 | 18 ottobre         | at Tennessee Titans     | S 36–42 (dts)      | 1–5                | Nissan Stadium      | Recap              |
| 7                 | 25 ottobre         | Green Bay Packers       | S 20–35            | 1–6                | NRG Stadium         | Recap              |
| 8                 | Settimana di pausa | Settimana di pausa      | Settimana di pausa | Settimana di pausa | Settimana di pausa  | Settimana di pausa |
| 9                 | 8 novembre         | at Jacksonville Jaguars | V 27–25            | 2–6                | TIAA Bank Field     | Recap              |
| 10                | 15 novembre        | at Cleveland Browns     | S 7–10             | 2–7                | FirstEnergy Stadium | Recap              |
| 11                | 22 novembre        | New England Patriots    | V 27–20            | 3–7                | NRG Stadium         | Recap              |
| 12                | 26 novembre        | at Detroit Lions        | V 41–25            | 4–7                | Ford Field          | Recap              |
| 13                | 6 dicembre         | Indianapolis Colts      | S 20–26            | 4–8                | NRG Stadium         | Recap              |
| 14                | 13 dicembre        | at Chicago Bears        | S 7–36             | 4–9                | Soldier Field       | Recap              |
| 15                | 20 dicembre        | at Indianapolis Colts   | S 20–27            | 4–10               | Lucas Oil Stadium   | Recap              |
| 16                | 27 dicembre        | Cincinnati Bengals      | S 31–37            | 4–11               | NRG Stadium         | Recap              |
| 17                | 3 gennaio          | Tennessee Titans        | S 38–41            | 4–12               | NRG Stadium         | Recap              |

Note: gli avversari della propria division sono in grassetto.

## Premi

### Premi settimanali e mensili
- Deshaun Watson:

giocatore offensivo della AFC della settimana 11